# Гангапурна
Гангапу́рна (непальск. gaṅgāpūrṇa) — гора высотой 7455 м над уровнем моря. Находится на территории Непала, в центральной части горного массива Аннапурна. Гангапурна является 59-й по высоте вершиной мира.
Название Гангапурна переводится с санскрита как «Богиня, Дарующая Воду» (от Ганга — богиня воды и пурна — полная, изобильная).

## География
Гангапурна является частью горного массива-восьмитысячника Аннапурна, расположенного в южном отроге Главного Гималайского хребта. Рядом с Гангапурной, в 3,5 км юго-восточнее, находится ещё одна вершина-семитысячник — Аннапурна III (7555 м). Вдоль северных склонов горного массива протекает река Марсъянди, в долине реки у подножий Гангапурны и Аннапурны III на высоте 3500 м разместилась деревня Мананг. Талые воды ледника, сходящего с северных склонов Гангапурны, образуют небольшое горное озеро, что, возможно, и дало название горе.

## Первое восхождение
Первое восхождение на Гангапурну было совершено в мае 1965 года командой немецких альпинистов под руководством Гунтера Хаузера. В базовый лагерь на высоте 3750 м экспедиция прибыла 6 апреля. На пути к вершине команде пришлось преодолеть 450-метровую ледяную стену с уклоном 55°. 5 мая альпинисты установили лагерь на высоте 6892 м в седловине между Гангапурной и Аннапурной III. 6 мая по восточному ребру на вершину взошли Гюнтер Хаузер (Günter Hauser), Эрих Райсмюллер (Erich Reismüller), Герман Кёленспергер (Hermann Köllensperger), Людвиг Грайсль (Ludwig Greißl) и шерпы — Анг Темпа (Sherpa Ang Tempa) и Пху Дорж II (Sherpa Phu Dorje II). Через два дня остальные члены команды — Клаус Эккерляйн (Klaus Ekkerlein), Герман Вюнше (Hermann Wünsche), Отто Зайбольд (Otto Seibold), К. Х. Элерс (K. H. Ehlers) и шерпа Пемба Норбу (Sherpa Pemba Norbu) также побывали на вершине.

## Галерея

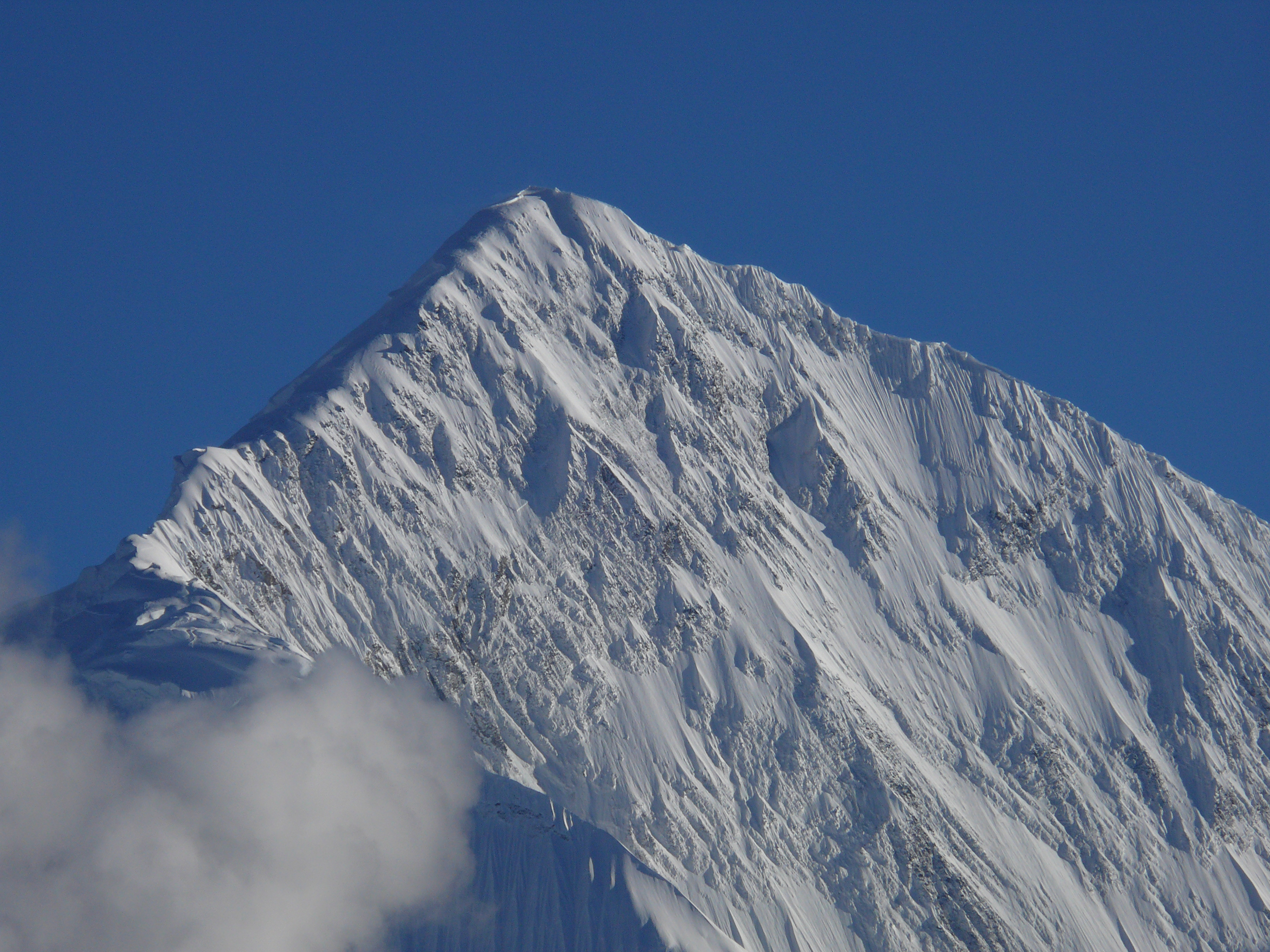
Гангапурна, северо-западная сторона
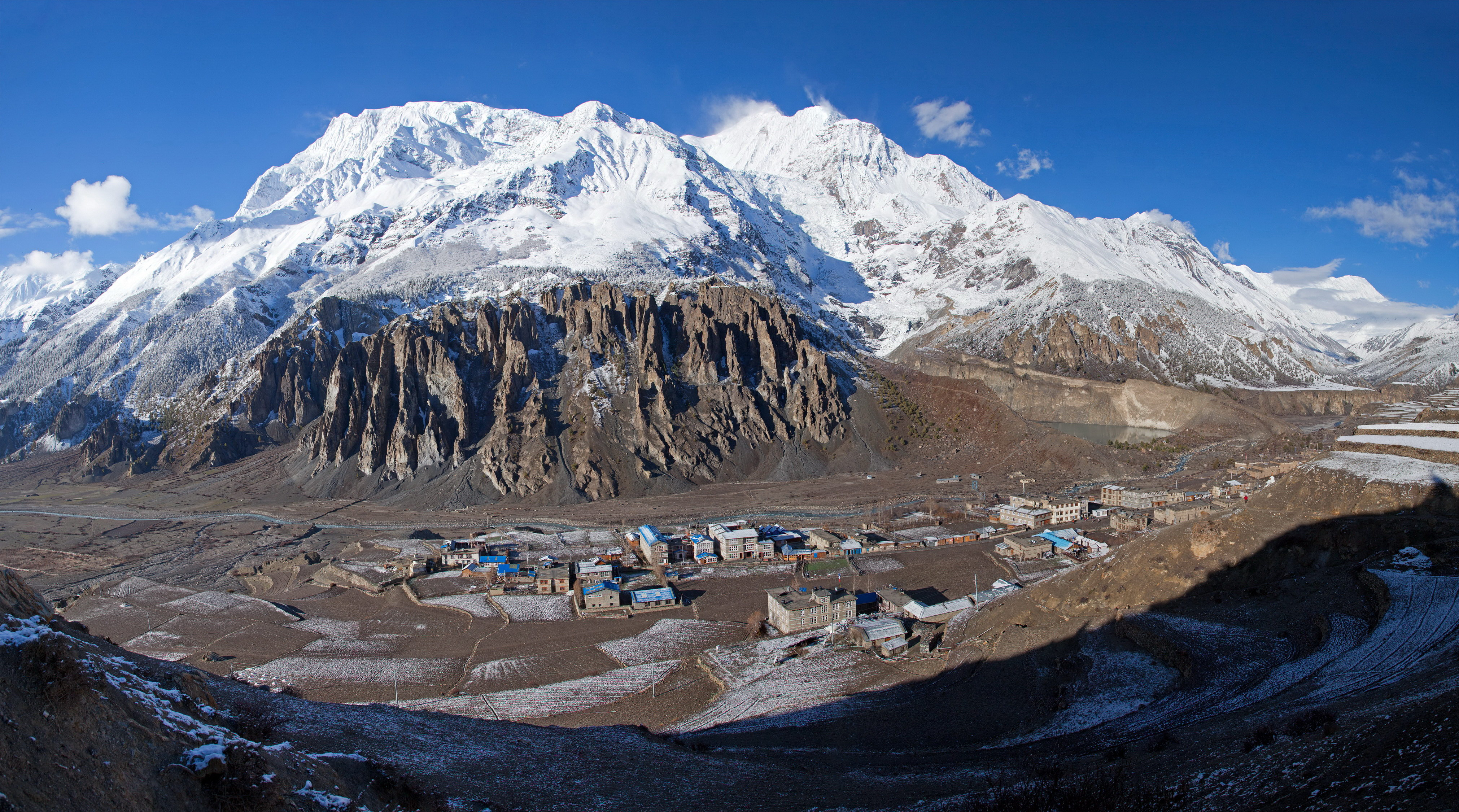
Аннапурна III (слева) и Гангапурна, вид из деревни Мананг
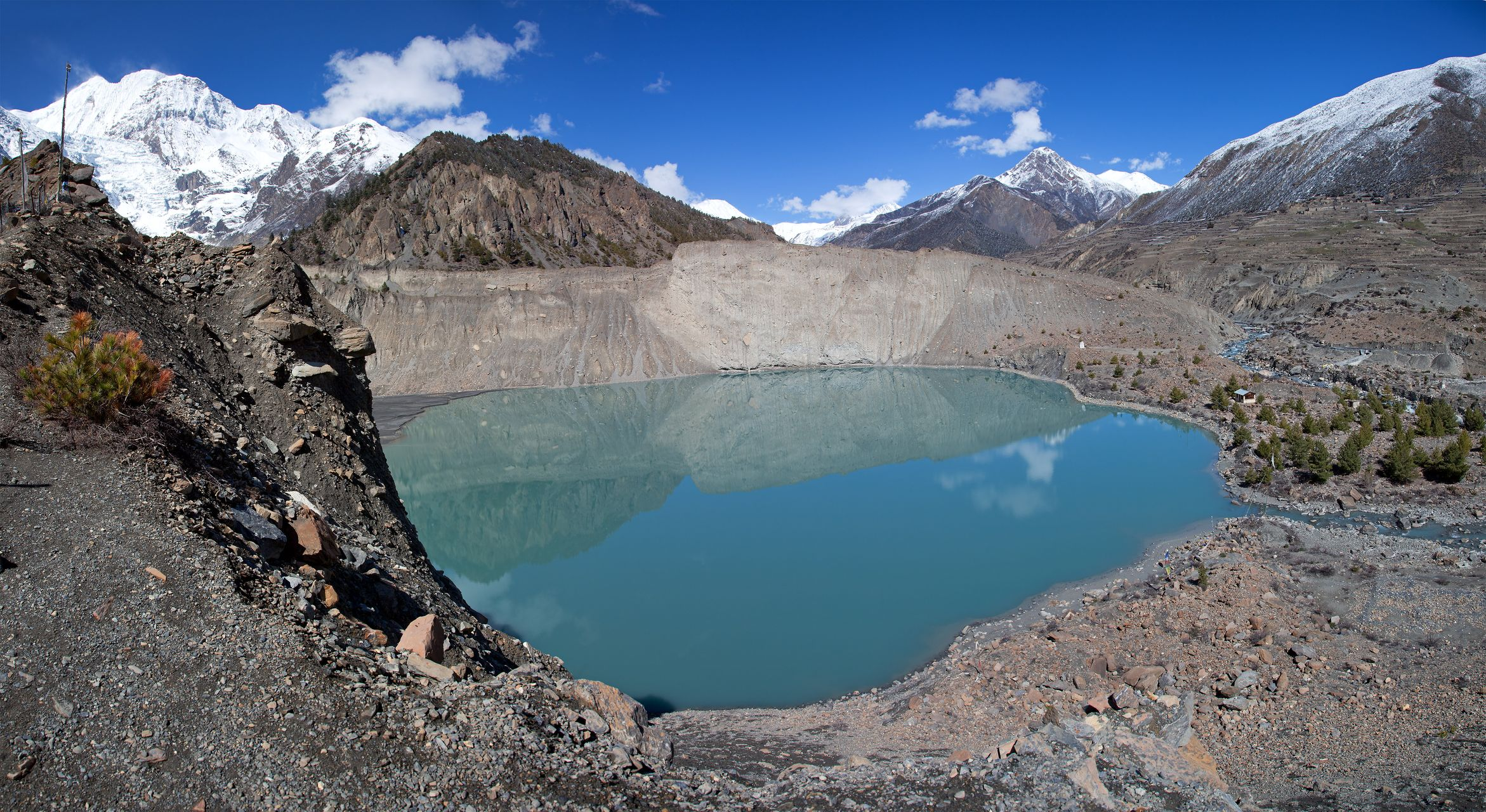
Озеро, образованное таянием ледника Гангапурны
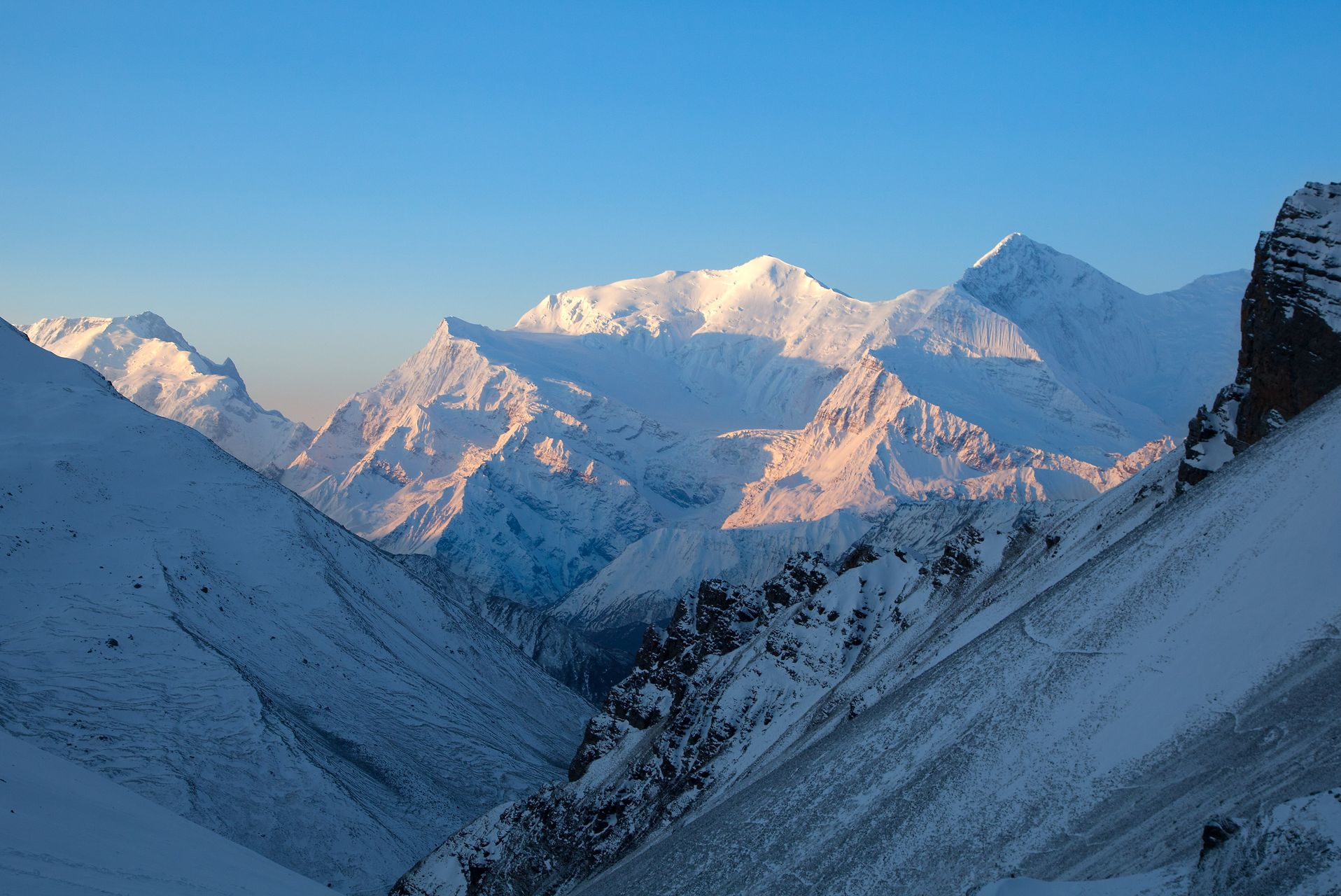
Аннапурна III (в центре) и Гангапурна (справа)